# Krzewie Wielkie
Krzewie Wielkie (niem. Groß-Stöckigt) – wieś w południowo-zachodniej Polsce, położona w województwie dolnośląskim, w powiecie lwóweckim, w gminie Gryfów Śląski.

## Położenie
Wieś położona jest na Pogórzu Izerskim, na Wzniesieniach Radoniowskich, nad niewielkim, bezimiennym potokiem, prawym dopływem Młyńskiej Strugi, na wysokości około 330–370 m n.p.m..

## Podział administracyjny
W latach 1975–1998 miejscowość administracyjnie należała do województwa jeleniogórskiego.